# Милосав Ковчић
Милосав Ковчић (Рожанство, 1881—1951) био је земљорадник, учесник Балканских ратова и Првог светског рата и носилац Карађорђеве звезде са мачевима.
Рођен је 16. августа 1881. године у Рожанству, у породици земљорадника Нешка и Спасеније. У рат је отишао ка редов 4. чете 1. батаљона III прекобројног пука Дринске дивизије. За храбро држање у борби на положају Гукоша одликован је златним Орденом, 1914. године, за време Колубарске битке. Тада је био рањен и као заробљеник смештен у болницу. После ослобађања, опорављен, наставио је борбу до коначног ослобађања земље.
Умро је 1951. године у Рожанству.